# Helotorus glaber
Helotorus glaber là một loài tò vò trong họ Ichneumonidae.